# Notorious (Duran Duran-album)
A Notorious a brit Duran Duran negyedik stúdióalbuma, amit 1986 novemberében adtak ki. Angliában 16., Amerikában pedig a 12. volt a legmagasabb helyezése a slágerlistákon. Az album producere az együttes mellett Nile Rodgers volt. Az album egy új stílusirányzatot vett az együttes előzői munkáit tekintve, kihangsúlyozva a fúvós hangszerek és a basszusgitár szerepét, illetve a funk pop irányzatot. Az albumról két kislemez jelent meg: a "Notorious" és a "Skin Trade".
2010-ben az EMI újra kiadta az albumot három verzióban. Az első egy csak digitálisan megszerezhető EP, a második egy háromlemezes boxset, a harmadik pedig egy szintén csak digitálisan megszerezhető koncertalbum. A boxseten vannak többek közt remixek, koncertfelvételek és a Working for the Skin Trade videó (először kiadva DVD-n).

## Nehézségek
A Notorious elkészülése egy nehéz időszak volt az együttes történetében. Az együttes tagjai az 1984-es turné után egy jól megérdemelt szünetet terveztek, de végül két mellékprojektre szakadtak szét (Power Station és Arcadia). Amikor elkezdték az új album felvételét, kiderült, hogy Roger Taylor túl kimerült volt, ahhoz, hogy folytassa a munkát. Ezen kívül az együttes gitárosa Andy Taylor, pedig elkezdett egy keményebb zenei stílus felé húzódni, jobban, mint arra az együttes többi tagja készen állt. 
Az együttes visszahívta Andy Taylort Los Angelesből, hogy elkezdjék a munkát az új albumon, de a  személyes és az album hangzásáról a viták folytatódtak. Végül Andy kilépett a Duran Duran-ból. Sajtóhírek szerint Andy Taylor még meg is próbálta állítani az együttest, hogy a munkát Duran Duran néven folytassák. Azóta a Duran Duran név teljesen  Nick Rhodes tulajdona. 
Most, hogy már csak hárman maradtak, elkezdték saját magukat menedzselni és nem dolgoztak tovább a Berrow testvérekkel, akik végigvezették őket az elmúlt öt éven. A megállapodásokat a közelgő világturnéjukról a "Strange Behaviour"-ról, és a Taylorral való feszültségről a Three To Get Ready című dokumentumfilmben beszélnek.
Ez alatt az időszak alatt Andy Taylor elkezdett a Missing Persons-zal zenélni, akik közel álltak a felbomláshoz. Az együttes akkori gitárosa Warren Cuccurullo, aki látta, hogy Taylor nem fog visszatérni a Duran Duran-ba, felajánlotta szolgálatait helyette. 1987-től lett tagja a Duran Durannak, mint turnézó- és stúdiógitáros, majd 1989-ben teljesen az együttes tagja lett. 
A maradék három eredeti tag folytatta a munkát az új albumon Cuccurullóval és a producer Nile Rodgersszel (aki szintén gitáros volt, még a Chic R&B együttes tagjaként), aki szintén gitározott az albumon. A három gitáros munkája miatt az együttes tagjai nehezen tudták megmondani, hogy a végső verziókon kinek a játéka szerepel. A stúdiódobosként tag Steve Ferrone vette át Roger Taylor helyét.
Az elkövetkező években az együttes a Notorious-ra az Alfred Hitchcock által inspirált albumként utalnak, mivel több számuk is Hitchcock filmekről kapta a címét. Például a kislemez "Notorious" (magyarul: Forgószél), a "Vertigo (Do the Demolition)" (magyarul: Szédülés) és a "Rope" (magyarul: A kötél), ami végül a "Hold Me" címet kapta.
Interjúk alapján Andy Taylor nem maradt ki teljesen a felvételekből, néhány helyen megjelenik gitárosként. A hivatalos weboldalán megjelentette egy saját verzióját a "A Matter of Feeling"-ből. 2004-ben Warren Cuccurullo elmondta egy interjúban, hogy az "American Science"-en az első gitárszólót Taylor játssza, a másodikat pedig ő.

## Kislemezek
Az album első kislemeze, a Notorious nagyon sikeres volt, Amerikában 2., Angliában pedig a 7. helyet érte el a slágerlistákon. 
A "Skin Trade" egy Bowie-stílussal megfűszerezett szám volt, amin Le Bon egy kicsit Princere hasonlító fejhanggal énekelt. John Taylor azt mondta, hogy akkor ábrándult ki a slágerlistákból, amikor a "Skin Trade" nem érte el a Top 20-at Angliában.
A "Skin Trade" kislemez borítóját több országban is betiltották meztelen női testrészek ábrázolása miatt. Amerikában és Angliában a kislemezt egy egyszerű piros/rózsaszín borítóval adták ki, míg az eredetivel adták ki Franciaországban és Kanadában is. 
A "Meet El Presidente"-t 1987-ben a turnéjuk közben adták ki és 24. lett Angliában. Ez volt az együttes első kislemeze, amit CD-n is kiadtak. Amerikában a "The Presidential Suite" címmel adták ki.
A "A Matter Of Feeling"-et csak Brazíliában adták ki 1988 januárjában az album népszerűsítésének érdekében.
Azért, hogy az érdeklődés nagyobb legyen az album iránt, kiadtak egy remixekből álló dupla promo 12" albumot Master Mixes címmel az Egyesült Államokban és Hongkongban.

## Számlista

### Eredeti lemez
Az összes dal szerzője John Taylor, Nick Rhodes és Simon LeBon. 
| 1.  | Notorious                   | 4:18 |
| 2.  | American Science            | 4:43 |
| 3.  | Skin Trade                  | 5:57 |
| 4.  | A Matter of Feeling         | 5:56 |
| 5.  | Hold Me                     | 4:31 |
| 6.  | Vertigo (Do the Demolition) | 4:44 |
| 7.  | So Misled                   | 4:04 |
| 8.  | Meet El Presidente          | 4:19 |
| 9.  | Winter Marches On           | 3:25 |
| 10. | Proposition                 | 4:57 |

| 11. | We Need You                   | 2:54 |
| 12. | Notorious (45 mix)            | 4:01 |
| 13. | Skin Trade (radio cut)        | 4:28 |
| 14. | Meet El Presidente (7" remix) | 3:38 |

| 1. | Notorious (Extended Mix)                    | 5:18 |
| 2. | Meet El Presidente (Presidential Suite Mix) | 7:15 |
| 3. | Skin Trade (Parisian Mix)                   | 8:08 |
| 4. | American Science (Chemical Reaction Rix)    | 7:45 |
| 5. | Vertigo (Do the Demolition) (Mantronix Mix) | 6:34 |
| 6. | Skin Trade (Stretch Mix)                    | 7:44 |
| 7. | Notoriousaurus Rex                          | 8:19 |

| 8.  | Notorious ((Live))                   | 4:15 |
| 9.  | Vertigo (Do the Demolition) ((Live)) | 5:28 |
| 10. | New Religion ((Live))                | 5:50 |
| 11. | American Science ((Live))            | 5:00 |
| 12. | Hungry Like the Wolf ((Live))        | 5:07 |

| 1.  | Intro                       |  |
| 2.  | A View to a Kill            |  |
| 3.  | Notorious                   |  |
| 4.  | New Religion                |  |
| 5.  | Vertigo (Do the Demolition) |  |
| 6.  | The Chauffeur               |  |
| 7.  | Save a Prayer               |  |
| 8.  | Skin Trade                  |  |
| 9.  | Hungry Like the Wolf        |  |
| 10. | Wild Boys                   |  |
| 11. | Credits                     |  |

| 12. | Notorious          |  |
| 13. | Skin Trade         |  |
| 14. | Meet El Presidente |  |

| 5.  | Untitled (6/11/86) |  |
| 15. | Notorious          |  |

### 2010-es digitális kiadások
| 1. | Skin Trade (S.O.S Dub)                  | 7:19 |
| 2. | Meet El Presidente (Meet El Beat)       | 5:33 |
| 3. | American Science (Meltdown Dub)         | 7:29 |
| 4. | Vertigo (Do the Demolition) (B-Boy Mix) | 6:04 |
| 5. | Notorious (Latin Rascals Mix)           | 6:24 |

| 1.  | Introduction/A View to a Kill                |  |
| 2.  | Notorious                                    |  |
| 3.  | American Science                             |  |
| 4.  | Union of the Snake                           |  |
| 5.  | Vertigo (Do the Demolition)                  |  |
| 6.  | New Religion                                 |  |
| 7.  | Meet El Presidente                           |  |
| 8.  | Election Day                                 |  |
| 9.  | Some Like It Hot                             |  |
| 10. | The Chauffeur                                |  |
| 11. | Skin Trade                                   |  |
| 12. | Hold Me (incorporating "Dance to the Music") |  |
| 13. | Is There Something I Should Know?            |  |
| 14. | Hungry Like the Wolf                         |  |

## Előadók

### Duran Duran
- Simon Le Bon – ének
- John Taylor – basszus
- Nick Rhodes – billentyűk

### Egyéb előadók
- Steve Ferrone – dobok
- Warren Cuccurullo – gitár
- Nile Rodgers – gitár
- The Borneo Horns – kürtök
- Jimmy Maelen – ütőhangszerek
- Curtis King – háttérénekes
- Brenda White-King – háttérénekes
- Tessa Niles – háttérénekes
- Cindy Mizelle – háttérénekes

### Technikusok
- Daniel Abraham – hangmérnök, keverés
- Nile Rodgers – producer
- Duran Duran – producer
- Bob Ludwig – masterelés

## Slágerlisták
| Slágerlista                            | Legmagasabb pozíció |
| -------------------------------------- | ------------------- |
| Ausztrál Albumok (Kent Music Report)   | 30                  |
| Osztrák Albumok (Ö3 Austria)           | 20                  |
| Canada Top Albums/CDs (RPM)            | 19                  |
| Holland Albumok (Album Top 100)        | 11                  |
| Európai Albumok (Music & Media)        | 12                  |
| Finn Albumok (Suomen virallinen lista) | 19                  |
| Francia Albumok (SNEP)                 | 30                  |
| Német Albumok (Offizielle Top 100)     | 22                  |
| Új-Zéland-i Albumok (RMNZ)             | 15                  |
| Norvég Albumok (VG-lista)              | 8                   |
| Svéd Albumok (Sverigetopplistan)       | 8                   |
| Svájci Albumok (Schweizer Hitparade)   | 19                  |
| UK Albums (OCC)                        | 16                  |
| US Billboard 200                       | 12                  |

| Slágerlista (1987)              | Legmagasabb pozíció |
| ------------------------------- | ------------------- |
| Európai Albumok (Music & Media) | 54                  |

## Minősítések
| Régió                      | Minősítés | Darabszám |
| -------------------------- | --------- | --------- |
| Kanada (Music Canada)      | Platina   | 100,000   |
| Spanyolország (PROMUSICAE) | Arany     | 50,000    |
| Egyesült Királyság (BPI)   | Arany     | 100,000   |
| Egyesült Államok (RIAA)    | Platina   | 1,000,000 |

## Kiadások
A Discogs adatai alapján.
| Régió                    | Év   | Formátum        | Kiadó              |
| ------------------------ | ---- | --------------- | ------------------ |
| Világszerte              | 1986 | Kazetta, Album  | EMI                |
| Egyesült Államok, Kanada | 1986 | Kazetta, Album  | Capitol Records    |
| Világszerte              | 1986 | LP              | EMI                |
| Egyesült Államok, Kanada | 1986 | LP              | Capitol Records    |
| Japán                    | 1991 | LP, RE          | EMI                |
| Egyesült Királyság       | 1993 | CD, LP          | Parlophone, EMI    |
| Európa (nem hivatalos)   | 1996 | CD, LP          | Nincs kiadó        |
| Brazília, Japán          | 1997 | CD, LP          | EMI                |
| Világszerte              | 2010 | CD, LP, DVD, RE | EMI                |
| Tajvan                   | 2010 | CD, LP, RE      | Golden Typhoon     |
| Japán                    | 2014 | CD, LP, RE      | Parlophone, Warner |
| Európa                   | 2015 | LP              | Parlophone         |

## Fordítás
Ez a szócikk részben vagy egészben  a   Notorious (Duran Duran album) című angol Wikipédia-szócikk ezen változatának fordításán alapul.  Az eredeti cikk szerkesztőit annak laptörténete sorolja fel. Ez a jelzés csupán a megfogalmazás eredetét és a szerzői jogokat jelzi, nem szolgál a cikkben szereplő információk forrásmegjelöléseként.